# Kunđevac
Kunđevac is een plaats in de gemeente Dubrava in de Kroatische provincie Zagreb. De plaats telt 92 inwoners (2001).